# Kajtasovo
Kajtasovo (en serbe cyrillique : Кајтасово ; en hongrois : Gajtas) est un village de Serbie situé dans la province autonome de Voïvodine. Il fait partie de la municipalité de Bela Crkva dans le district du Banat méridional. Au recensement de 2011, il comptait 244 habitants.

## Démographie

### Évolution historique de la population
| 1948 | 1953 | 1961 | 1971 | 1981 | 1991 | 2002 | 2011 |
| ---- | ---- | ---- | ---- | ---- | ---- | ---- | ---- |
| 503  | 490  | 494  | 459  | 424  | 350  | 287  | 244  |

|  |